# Eucephalobus bipapillatus
Eucephalobus bipapillatus är en rundmaskart. Eucephalobus bipapillatus ingår i släktet Eucephalobus och familjen Cephalobidae. Inga underarter finns listade i Catalogue of Life.